# Prix Martin-Beck
Le prix Martin-Beck est un prix littéraire décerné par la Swedish Crime Writers' Academy (Svenska Deckarakademin) pour le meilleur roman policier. C’est l’un des plus prestigieux prix internationaux de romans policiers. Le prix porte le nom de Martin Beck, un détective policier suédois de fiction qui est le personnage principal d’une série de romans de Maj Sjöwall (1935-2020) et de Per Wahlöö (1926-1975),,.

## Lauréats

### 1970
- 1971 – Julian Symons, The 31st February,  (UK, 1950)
- 1972 – Frederick Forsyth, The Day of the Jackal,  (UK, 1971)
- 1973 – Richard Neely, The Walter Syndrome,  (USA, 1970)
- 1974 – Francis Iles, Malice Aforethought,  (UK, 1931)
- 1975 – Cornell Woolrich, Rendezvous in Black,  (USA, 1948)
- 1976 – John Franklin Bardin, The Last of Philip Banter, (USA, 1947) and Devil Take The Blue-Tail Fly, (UK, 1948)
- 1977 – Leslie Thomas, Dangerous Davies: The Last Detective, (UK, 1976)
- 1978 – Anthony Price, Other Paths to Glory, (UK, 1974)
- 1979 – Brian Garfield, Recoil, (USA, 1977)

### 1980
- 1980 – Ruth Rendell, Make Death Love Me, (UK, 1979)
- 1981 – Sébastien Japrisot, One Deadly Summer, (L'Été meurtrier, France, 1977)
- 1982 – Margaret Yorke, The Scent of Fear, (UK, 1980)
- 1983 – Pierre Magnan, Death in the Truffle Wood, (Le Commissaire dans la truffière, France, 1978)
- 1984 – Len Deighton, Berlin Game, (UK, 1983)
- 1985 – Elmore Leonard, LaBrava, (USA, 1983)
- 1986 – John le Carré, A Perfect Spy, (UK, 1986)
- 1987 – Matti Joensuu, Harjunpää and the Tormentors, (Harjunpää ja kiusantekijät, Finlande, 1986)
- 1988 – Scott Turow, Presumed Innocent, (USA, 1987)
- 1989 – Anders Bodelsen, Mørklægning, (Danemark, 1988)

### 1990
- 1990 – Ross Thomas, Chinaman's Chance, (USA, 1978)
- 1991 – Doris Gercke, Weinschröter, du musst hängen, (Weinschröter, du musst hängen, Germany, 1988)
- 1992 – Manuel Vázquez Montalbán, The South Seas, (Espagne, 1979)
- 1993 – Tim Krabbé, The Golden Egg, (Het gouden ei, Pays-Bas, 1984)
- 1994 – Maarten 't Hart, Het Woeden der Gehele Wereld, (Pays-Bas, 1993)
- 1995 – Scott Smith, A Simple Plan, (USA, 1993)
- 1996 – David Guterson, Snow Falling on Cedars, (USA, 1994)
- 1997 – Barry Unsworth, Morality Play, (UK, 1995)
- 1998 – Mary Willis Walker, Under the Beetle's Cellar, (USA, 1995)
- 1999 – Iain Pears, An Instance of the Fingerpost, (UK, 1997)

### 2000
- 2000 – Thomas H. Cook, The Chatham School Affair, (USA, 1996)
- 2001 – Peter Robinson, In a Dry Season, (USA, 1999)
- 2002 – Karin Fossum, Black Seconds, (Svarte sekunder, Norvège, 2002)
- 2003 – Ben Elton, Dead Famous , (UK, 2001)
- 2004 – Alexander McCall Smith, The No. 1 Ladies' Detective Agency, (UK, 1998)
- 2005 – Arnaldur Indriðason, Voices (Arnaldur Indriðason novel)|Voices, (Röddin, Islande, 2002)
- 2006 – Philippe Claudel, Grey Souls, (Les Âmes grises, France, 2003)
- 2007 – Thomas H. Cook, Red Leaves, (USA, 2005)
- 2008 – Andrea Maria Schenkel, Tannöd, (Allemagne, 2006)
- 2009 – Andrew Taylor, Bleeding Heart Square, (UK, 2008)

### 2010
- 2010 – Deon Meyer, Devil's Peak, (Infanta,  Afrique du Sud, 2004)
- 2011 – Denise Mina, The End of the Wasp Season, ( Scotland, 2010)
- 2012 – Peter Robinson, Before the Poison, ( Canada, 2011)
- 2013 – Dror Mishani, The Missing File, (Tik ne'edar,  Israël, 2011)
- 2014 – Jørn Lier Horst, The Hunting Dogs, (Jakthundene,  Norvège, 2012)
- 2015 – Nic Pizzolatto, Galveston, ( USA, 2010)
- 2016 – Ray Celestin, The Axeman's Jazz, ( UK, 2014)
- 2017 – Ane Riel, Harpiks, ( Danemark, 2015)
- 2018 – Thomas Mullen, Darktown, ( USA, 2016)
- 2019 – Jane Harper, The Lost Man, ( Australie, 2018)

### 2020
- 2020 – Deon Meyer, La Proie
- 2021 – Guillaume Musso, La jeune fille et la nuit, ( France, 2018)
- 2022 – Chris Whitaker, We Begin at the End, ( UK, 2020)
- 2023 – Jo Callaghan, In the Blink of an Eye, ( UK, 2023)